# Vieux Château de Mervent
Le vieux château de Mervent sont les ruines d'une forteresse médiévale ayant existé à Mervent en Vendée, dont quelques vestiges sont visibles dans le parc de l'hôtel de ville, à flanc de coteau surplombant la rivière Mère. Les remparts ont récemment fait l'objet d'une sauvegarde par la commune de Mervent.

## Histoire
Dans l'Antiquité, le site aurait visiblement été occupé très tôt. Des populations du Néolithique se seraient installées autour du bourg actuel. Le bourg actuel aurait été un oppidum gaulois parmi les plus importants du territoire Picton, avec Mareuil, Cheffois, la Châtaigneraie, Bessay, Tiffauges, St Cyr en Talmondais, Moutiers les Mauxfaits, Pissotte, St Michel le Cloucq, St Hilaire des Loges et l'Hermenault. 
A l'époque mérovingienne, une nécropole aurait été constituée, des sarcophages et des restes de cette époque ont été retrouvés sur le terrain appelé Petit cimetière et Grand cimetière sur le cadastre de 1844. Aux IXe et Xe siècles, le site de Mervent fait l'objet de la construction de fortifications d'expression du pouvoir seigneurial, à l'instar des sites de Tiffauges, Moricq, Palluau, Noirmoutier, Apremont, et Fontenay.
Bien que le château de Mervent ne soit pas mentionné lors de la donation de l'église Saint-Médard à l'abbaye de Maillezais (vers 1016-1019), il paraît probable qu'il existait déjà entre 1007 et 1019. Les plus anciennes mentions connues du château de Mervent datent de 1018 et 1022. Ce château, à cette époque, est sûrement une forteresse en bois sur motte. Il semblerait cependant que ce castrum a succédé à une forteresse carolingienne siège du Pagus Matreventum.
Le premier château fort en pierres date probablement de la fin du XIIe siècle, peut-être du début du  XIIIe siècle, construit sous l'ordre de Geoffroy Ier de Lusignan, seigneur de Vouvant et de Mervent. Il est occupé et progressivement amélioré jusqu'au XVe siècle, le seigneur ayant effectué les derniers travaux est Jean de Dunois. Sa fille Jeanne serait inhumée dans l'église Saint-Médard.
En 1214, Jean sans Terre assiège les châteaux de Mervent et de Vouvant. Geoffroy II de Lusignan, fils de Geoffroy Ier de Lusignan et de Eustach(i)e Chabot, fait reconstruire les deux châteaux, et, concernant celui de Mervent, y fait élever un donjon très fortifié.
Après la mort de Jean de Dunois en 1468, le château de Mervent est définitivement abandonné. Les ruines sont rachetées par un particulier en 1908. En 1911, le classement des ruines aux monuments historiques est demandé par le Comité Départemental des Sites et des Monuments, ce qui ne sera pas fait. En 1972, la municipalité de Mervent rachète le terrain pour construire un nouveau hôtel de ville et un parc attenant, ce qui fait disparaître une grande partie des vestiges qui étaient encore visibles. Seuls les remparts à flanc de falaise, surplombant la Mère sont encore visibles.

## Galerie

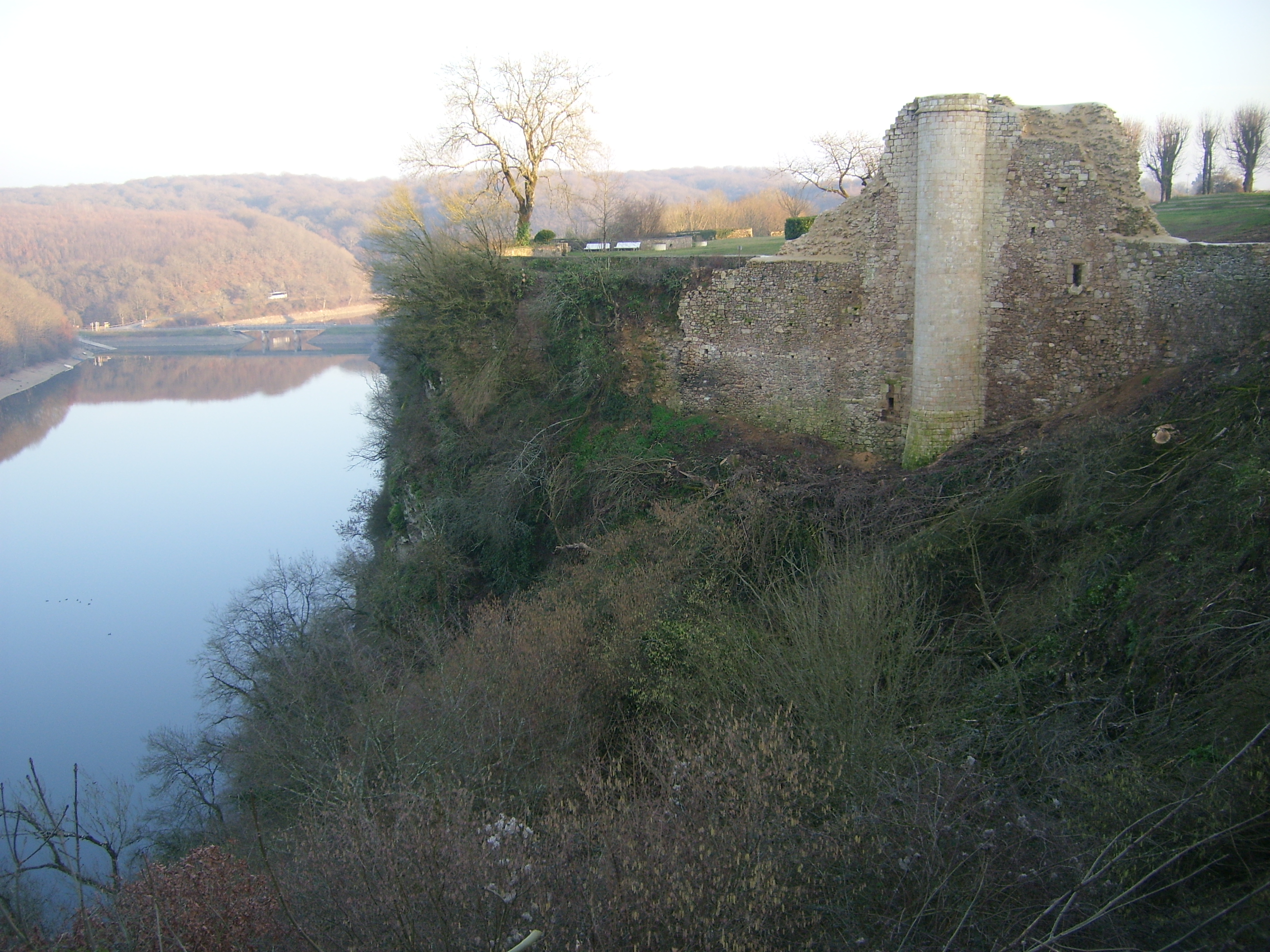
Vestiges du château, en 2011.